# Alfred North
Alfred North (7 februari 1906 - september 1988) was een Brits waterpolospeler.
Alfred North nam als waterpoloër eenmaal deel aan de Olympische Spelen; in 1936. In 1936 maakte hij deel uit van het Britse team dat achtste werd. Hij speelde vier wedstrijden als keeper.